# Elecciones presidenciales de Uruguay de 1879
Las elecciones presidenciales de 1879 fueron las primeras elecciones presidenciales celebradas tras el golpe de estado de 1876 en el Estado Oriental del Uruguay. Estas se realizaron el 1 de marzo de 1879 para elegir al presidente de la república en el período comprendido entre el 1 de marzo de 1879 al 1 de marzo de 1883.
Esta elección se realizó en medio del período conocido como "militarismo" en el cual todos los presidentes de dicho periodo fueron militares o estuvieron fuertemente influenciados por estos.
Esta elección se realizó bajo las normas de la constitución de 1830, la cual establecía que el presidente de la república sería elegido mediante votación nominal por todos los miembros de la Asamblea General en una sesión permanente realizada el 1 de marzo, requiriéndose una pluralidad absoluta para ser investido en el cargo.

## Antecedentes
Tras la destitución de Ellauri; la asamblea general nombraría por unanimidad de votos a Pedro Varela presidente de la república para que este acabara el mandato de Ellauri.
Un poco antes de la destitución de Ellauri; la asamblea general; con mayoría "Candombera" (a favor de Varela), declaró cesantes a los legisladores principistas (en su mayoría; opuestos a Varela); alegando que estos últimos no concurrían a las sesiones.Asumiendo los suplentes de estos legisladores, dichos suplentes; si bien se declaraban principistas y radicales estos estaban a favor de Varela, este apoyo a Varela provocó que algunos miembros del Club Radical pidieran la expulsión de estos legisladores de dicho club.

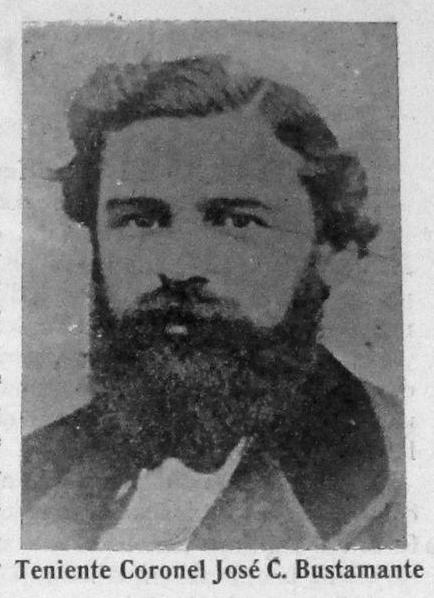
Ministro Bustamante

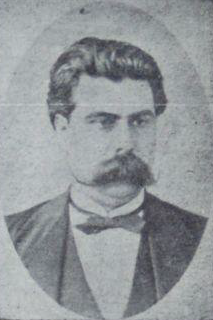
El presidente Pedro Varela

Tras asumir la primera magistratura; Varela nombró como Secretarios de Estado a gente que había participado en la destitución de Ellauri, tales como a Lorenzo Latorre; el cual retuvo el cargo de Ministro de Guerra y Marina, Isaac de Tezanos; el cual fue nombrado como Ministro de Gobierno y José Cándido Bustamante; el cual fue nombrado como Ministro de Hacienda y Ministro de Relaciones Exteriores.
Una de las primeras medidas tomadas por Varela tras asumir la presidencia fue ordenar prisión para un grupo de ciudadanos principistas; los cuales posteriormente serían desterrados en la barca "Puig"; para así eliminar la oposición a su gestión.Sin embargo; este grupo de ciudadanos principistas regresarían a Uruguay y protagonizarían un levantamiento armado contra el gobierno de Varela conocido como Revolución tricolor, dicha revolución fue derrotada por el gobierno en pocos meses, esta victoria del gobierno le dio gran protagonismo al ministro Latorre.
En cuanto a lo económico y laboral; Varela promulgó la ley n.° 1259 (Código Rural) con el objetivo de mejorar las condiciones de vida de los habitantes del campo; sin embargo; esta ley no consiguió reducir el matrerismo, lo que le valió el descontento de los estancieros.

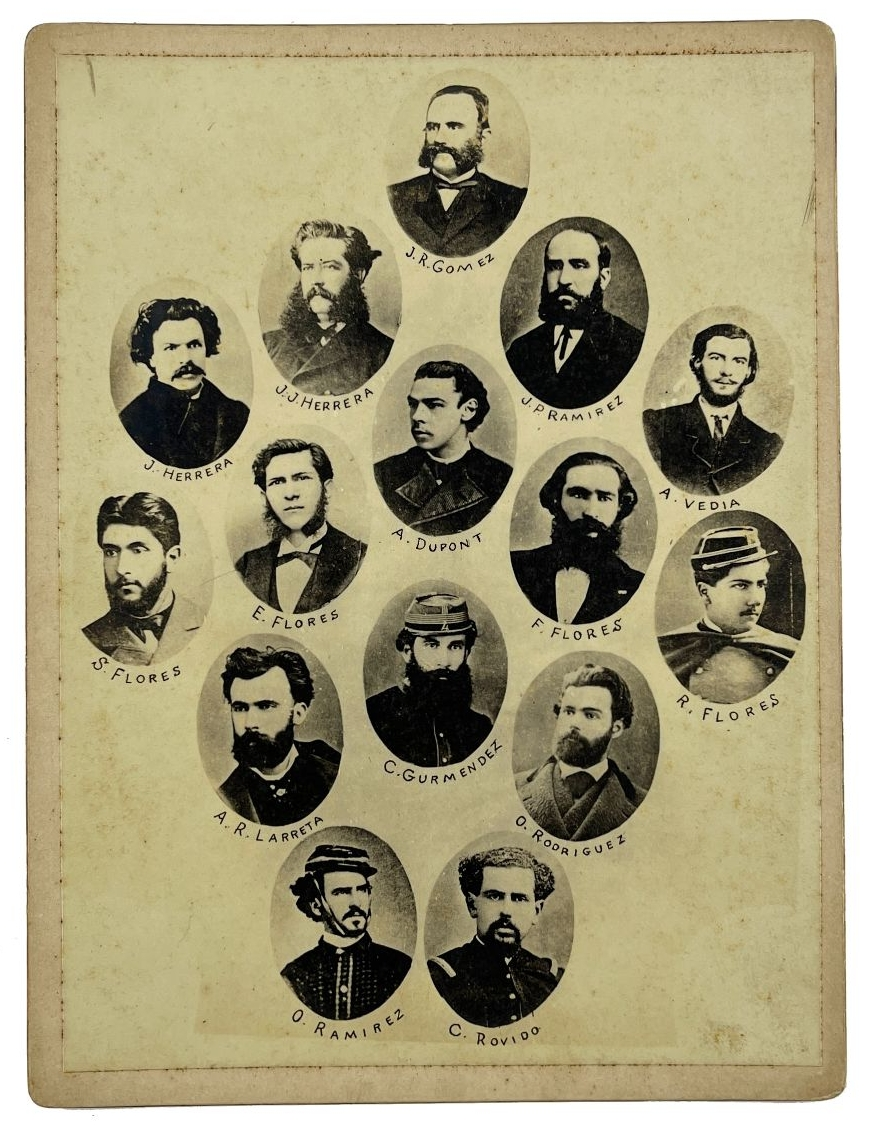
Deportados en la Barca Puig

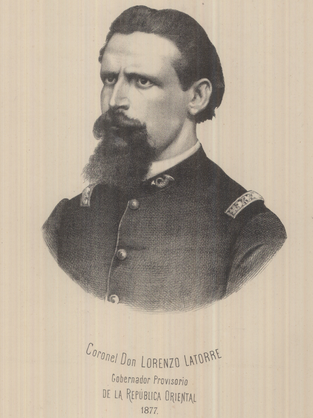

Las políticas proteccionistas y la declaración de default impulsadas por Varela le valieron el descontento de los importadores y los acreedores del estado.
La emisión de papel moneda sin respaldo de oro y el curso forzoso le valieron a Varela el descontento de los comerciantes y banqueros.
Todo este descontento multisectorial sumado a los problemas económicos que sufría el país provocaron que el ministro Latorre dejara de apoyar a Varela y el 10 de marzo de 1876 Latorre derrocara a Varela.
Latorre asumió el poder bajo el cargo de gobernador provisorio tal como lo había hecho Venancio Flores. Tras tomar el poder; Latorre disolvió la Asamblea General y continuo la suspensión de algunas garantías constitucionales iniciadas por Varela.
Latorre impulsaría grandes reformas económicas, militares y educativas, tales como la Reforma Vareliana, la ley n.° 1875 (que facilito la importación de alambre), el Código de procedimiento civil, el Código Rural de 1879, la creación de policía rural, la monopolización estatal de fusiles Mauser y Remington, etc.
Después de muchas prórrogas, finalmente Latorre llamó a elecciones para noviembre de 1878, en estas elecciones; los aliados de Latorre obtuvieron mayoría en la asamblea general, asegurando así la victoria en las elecciones presidenciales que se iban a realizar el 1 de marzo de 1879.

## Sistema electoral
El sufragio solo lo ejercían los miembros de la asamblea general. El voto no era secreto, ya que los Diputados y Senadores tenían que firmar su balota.

## Resultados
| Candidato       | Partido          | Votos | %      |
| --------------- | ---------------- | ----- | ------ |
| Lorenzo Latorre | Partido Colorado | 52    | 100.00 |
| Total           | Total            | 52    | 100.00 |
| Fuente:         |                  |       |        |

## Consecuencias

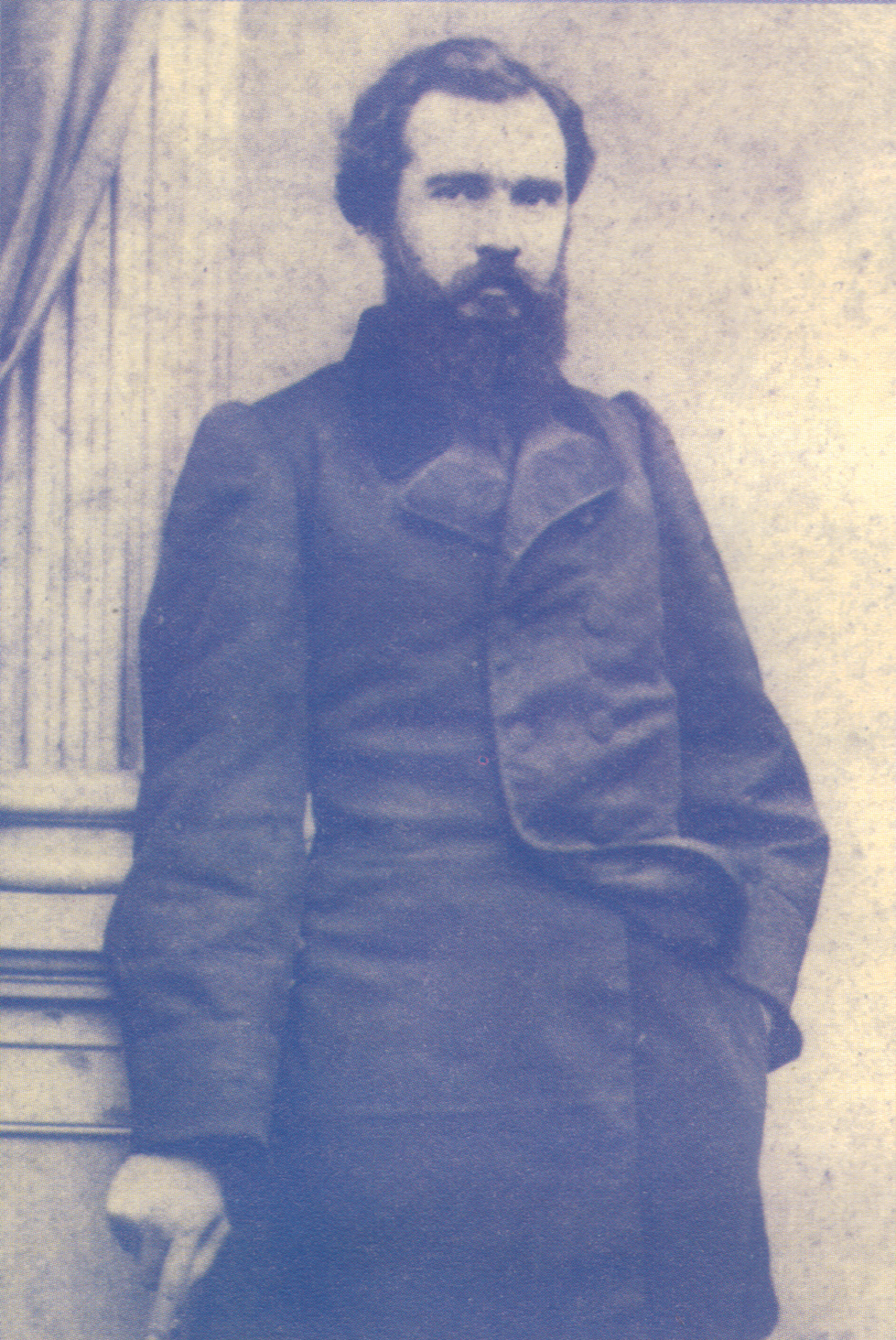
Francisco Vidal, sucesor de Latorre

Así, Latorre asumió el 1 de marzo de 1879 como Presidente de la República para el período 1879-1883, con 34 años de edad.
Sin embargo, Latorre no pudo adaptarse al nuevo escenario constitucional. El funcionamiento de las cámaras, aunque controladas por sus aliados, exigía procedimientos que enlentecían la toma de decisiones y limitaban su poder. Finalmente, el 13 de marzo de 1880 Latorre renunció a la presidencia y abandonó Montevideo.
"Al retirarme a la vida privada, llevo el desaliento hasta el punto de creer que nuestro país es un país ingobernable. Con tal convicción, no tengo el valor civil de afrontar por más tiempo la ruda misión que me impuso el voto de la representación nacional".